# Liparis bristolensis
Espèce
Synonymes
- Cyclogaster bristolense Burke, 1912[2]
- Liparis bristolense (Burke, 1912)[2]

Liparis bristolensis est une espèce de poissons de la famille des Liparidae (« limaces de mer »).

## Systématique
L'espèce Liparis bristolensis a été initialement décrite en 1912 par Charles Victor Burke (d) sous le protonyme de Cyclogaster bristolense.

## Répartition
Liparis bristolensis est une espèce marine qui se rencontre dans le Nord du Pacifique, à une profondeur comprise entre 31 et 77 m.